# Euler跳
Euler跳，即Euler jump，是花样滑冰业余比赛的一種跳躍，是由後外半周跳衍生而來的跳躍動作。在花样滑冰界，Euler jump常简写为Euler或字母Eu。

## 技巧
原本此跳叫做后外半周跳(有人認為是一周跳)，也称后外结环半周跳，即half Loop jump，是一种特殊的跳跃，尽管名字叫做半周跳，实际上空中旋转是一周，且一般不用来做超过一周的跳跃。对逆时针旋转的运动员而言，后外半周跳和普通后外跳的唯一区别在于，后外半周跳用左足后内刃落冰，而普通后外跳用右足后外刃落冰。因此，后外半周跳常常被安排为连续跳跃的中间跳，以便于后面能接上用左足后内刃起跳的后内跳（Salchow）或后内点冰跳（Flip）。而在2018-2019年賽季開始，滑冰總會將half Loop jump改名為single Euler jump(目前沒有中文的翻譯名稱)作為區別。

## 分值表
根据国际滑冰联盟（ISU）于2004年通过的《国际滑冰联盟新评分系统》，后外跳的基础分值见下表：
| 英文全称          | 英文缩写 | 空中旋转 | 基础分值 |
| ----------------- | -------- | -------- | -------- |
| single Euler jump | 1Eu      | 360度    | 0.5      |

- 改名後的single Euler和single loop的基礎分都為0.5。